# Stanleya pinnata
Stanleya pinnata là một loài thực vật có hoa trong họ Cải. Loài này được (Pursh) Britton miêu tả khoa học đầu tiên năm 1889.